# Witless Bay (baai)
Witless Bay is een baai van zo'n 10 km² in de Canadese provincie Newfoundland en Labrador. De baai bevindt zich bij het schiereiland Avalon in het uiterste zuidoosten van het eiland Newfoundland.

## Toponymie
Witless Bay betekent letterlijk "onnozele baai" of "stupide baai", waardoor het tot een van de vele bizarre Newfoundlandse plaatsnamen gerekend wordt. Er heerst discussie over wat de ware oorsprong van de plaatsnaam is. De naam zou mogelijks een vervorming kunnen zijn van "Whittle's Bay" (naar een familienaam) of van "wittle's bay" (naar een kruidachtige plant). Een andere mogelijkheid is dat "Witless" verwijst naar het karakter van de zee aldaar.

## Geografie
Witless Bay ligt aan de oostkust van het schiereiland Avalon, hetwelk het meest zuidoostelijke deel van Newfoundland is. De baai is driehoekig, gaat zo'n 4 km landinwaarts en heeft op z'n breedste punt een doorsnee van 5 km. De enige plaats aan de oevers van Witless Bay is de gelijknamige gemeente, die 1.619 inwoners telt (2016).
Zo'n halve kilometer ten oosten van de opening van de baai in de Atlantische Oceaan ligt Gull Island. Dat maakt tezamen met een aantal zuidelijkere eilanden deel uit van het Witless Bay Ecological Reserve. Enkel een deel van het uiterste oosten van Witless Bay maakt deel uit van het beschermde zeegedeelte van dit reservaat.